# 凯瑟琳·贝尔
凯瑟琳·丽莎·贝尔（英語：Catherine Lisa Bell，1968年8月14日—）生于伦敦，女演员，成名于她在执法悍将中扮演的莎拉，正在播出的军嫂中，她出演Denise Sherwood一角。在《百慕大三角》中扮演深海资源工程师（Emily Patterson）角色。

## 身世
凯瑟琳出生于伦敦，母亲米拉是位护士，父亲皮特·贝尔是一位建筑师。父亲是苏格兰人，母亲是伊朗人，她可流利的使用波斯语和英语。

## 个人生活
凯瑟琳本人爱好广泛，喜欢摩托车、滑雪、滑雪板和拳击，她为此练习了超过十年，八岁时就开始做十字绣和制作模型车。1992年她结识了演员兼制片助理亞當·比森，他们1994年3月8号成婚，2003年他们有了女儿嘉瑪·比森，2010年又有了儿子羅南·比森。

## 主要作品

### 电影
| 上映日期 | 电影名称        |
| -------- | --------------- |
| 1999     | 时空过客 (电影) |
| 2003     | 王牌天神        |
| 2005     | 百慕大三角      |
| 2007     | 军嫂            |
| 2008     | 巫婆不坏        |

### 电视剧
| 上映日期          | 电视剧名称 |
| ----------------- | ---------- |
| 1996              | 热线       |
| 2015年2月28日至今 | 女巫家庭   |

## 註解
1. ↑  台灣福斯家庭電影頻道譯作「一個好女巫」。